# Стрмець-при-Орможу
Стрмець-при-Орможу (словен. Strmec pri Ormožu) — поселення в общині Ормож, Подравський регіон‎, Словенія.